# Ritzing (Moselle)
Ritzing korábbi község Franciaországban, Moselle megyében. Lakosainak száma 179 fő (2018. január 1.). Ritzing Kirsch-lès-Sierck, Kirschnaumen, Launstroff, Manderen és Rémeling községekkel határos.
2019. január 1-jén Manderen korábbi községgel egyesült és az így létrejött Manderen-Ritzing új község része lett.

## Népesség
A település népessége az elmúlt években az alábbi módon változott:
| Lakosok száma | 195  | 182  | 154  | 146  | 134  | 136  | 154  | 169  | 167  | 179  |
|               | 1968 | 1975 | 1982 | 1999 | 2006 | 2011 | 2013 | 2016 | 2017 | 2018 |